# Panyindangan (Cisompet)
Panyindangan is een bestuurslaag in het regentschap Garut van de provincie West-Java, Indonesië. Panyindangan telt 4528 inwoners (volkstelling 2010).